# Decatur, Indiana
Decatur este o localitate, municipalitate și sediul comitatului Adams, statul Indiana, Statele Unite ale Americii.